# ユニオンスクエア (ニューヨーク市)
ニューヨーク州のユニオンスクエア (Union Square) は、ニューヨーク市マンハッタン区にある公園である。ブロードウェイ、バワリー、および4番街が合流するあたりに位置する。公園の北端は17丁目で南端は14丁目、西端はユニオン・スクエア・ウエスト（ブロードウェイおよびユニバーシティ・プレイスと合流）、そして東端はユニオン・スクエア・イースト（パーク・アベニュー・サウス、4番街、およびブロードウェイと合流）である。
隣接する近隣住区は、北がフラットアイアン・ディストリクト (en)、西がチェルシー、南西がグリニッジ・ヴィレッジ、南東がイースト・ヴィレッジ、そして東がグラマシーである。

## 概要
ユニオン・スクエアは現地の憩いの場として広く利用されており、周辺にはニューヨーク市立大学バルーク校やニュースクール大学、ニューヨーク大学などの有名大学機関があり、一ブロック丸々治まる地域には多くの売店やバザー、が出展され、そこで食事をする人も多く存在する。
ユニオン・スクエアの南側には大型グルメ・スーパーマーケットのホールフーズが、ブロードウェイを面して横切り目前にはヴァージン・レコードなどの巨大レコードCD店（閉店）やスターバックスが、同ブロック裏には有名クラブTWILOが存在し、数々のイベントや催し物が開催されている。
公園内ではFUGEESなどのアーティストも無料コンサートを開催している。
2001年9月11日のアメリカ同時多発テロ事件以降、多くの人々がその追悼を行い死者に対して花束をたむける場ともなった。
公園内には、ニューヨーク市地下鉄14丁目-ユニオン・スクエア駅 (4 5 6 <6> L N Q R W 系統の列車) の出口がある。
また、ジョージ・ワシントン、ラファイエット、エイブラハム・リンカーン、そしてマハトマ・ガンディーの彫像が建てられている。中でもワシントンの騎馬像は有名な作品である。噴水は、出資者の名前をとって、ジェームズ噴水と呼ばれている。

## 歴史
14丁目以北にグリッド状に街路を整備する1811年委員会計画の立案時、すでに存在していたブルーミングデール・ロード（ブロードウェイ）とバワリーが鋭角に交差する地点は、建物が建てにくいため、その合流点（ユニオン）を広場（スクエア）にすることが決定された。1815年、ニューヨーク州法によって公共公園が作られた。この公園は当初はユニオン・プレイス (Union Place) と呼ばれていた。1832年にen:Samuel B. Rugglesは、この広場を拡張しユニオン・スクエアと改称するよう提案した。これによって、現在の公園の境界線が設計された。

## ユニオンスクエアの彫刻作品

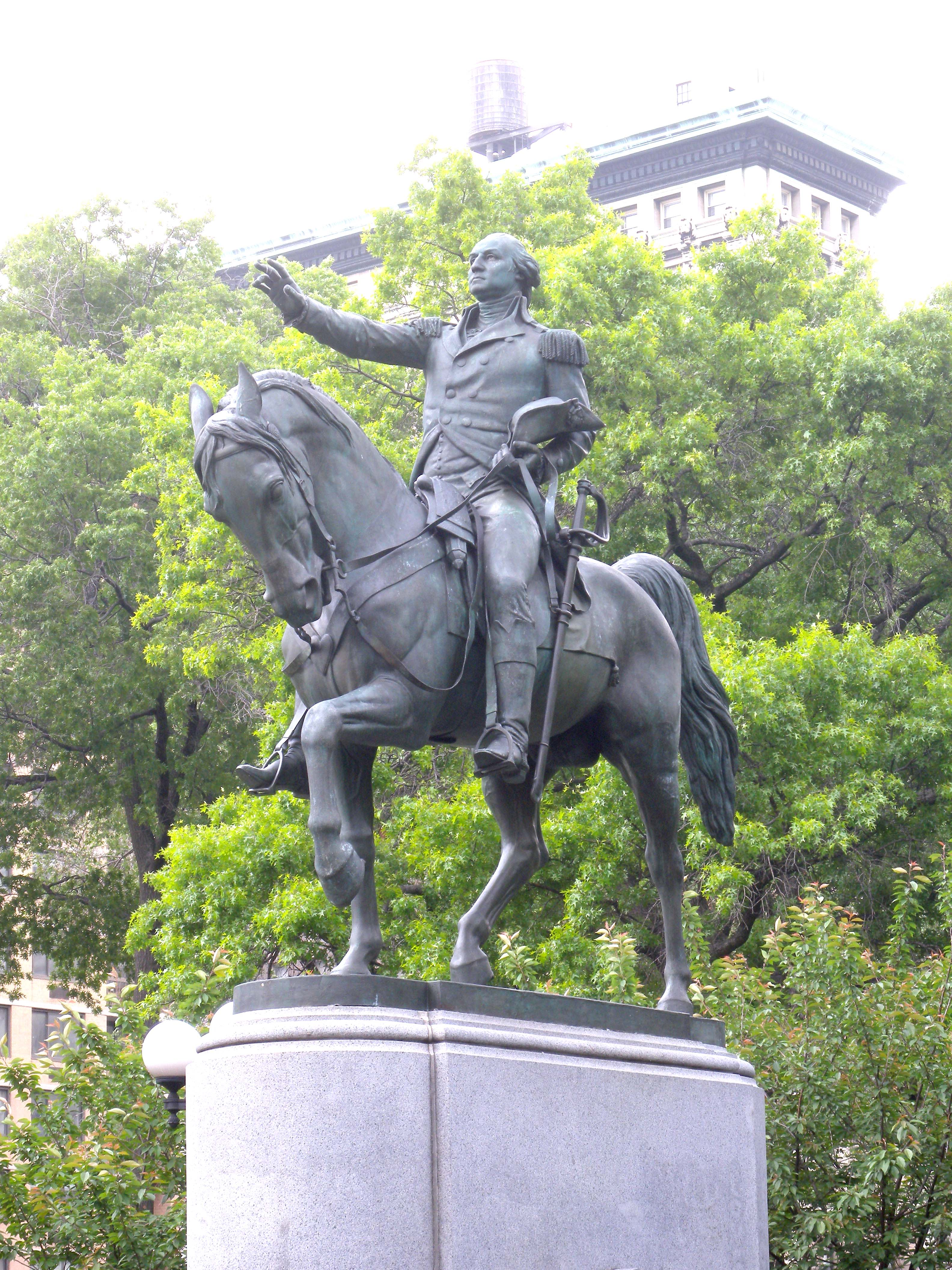
ヘンリー・カーク・ブラウン作 ジョージ・ワシントンの騎馬像(1856)
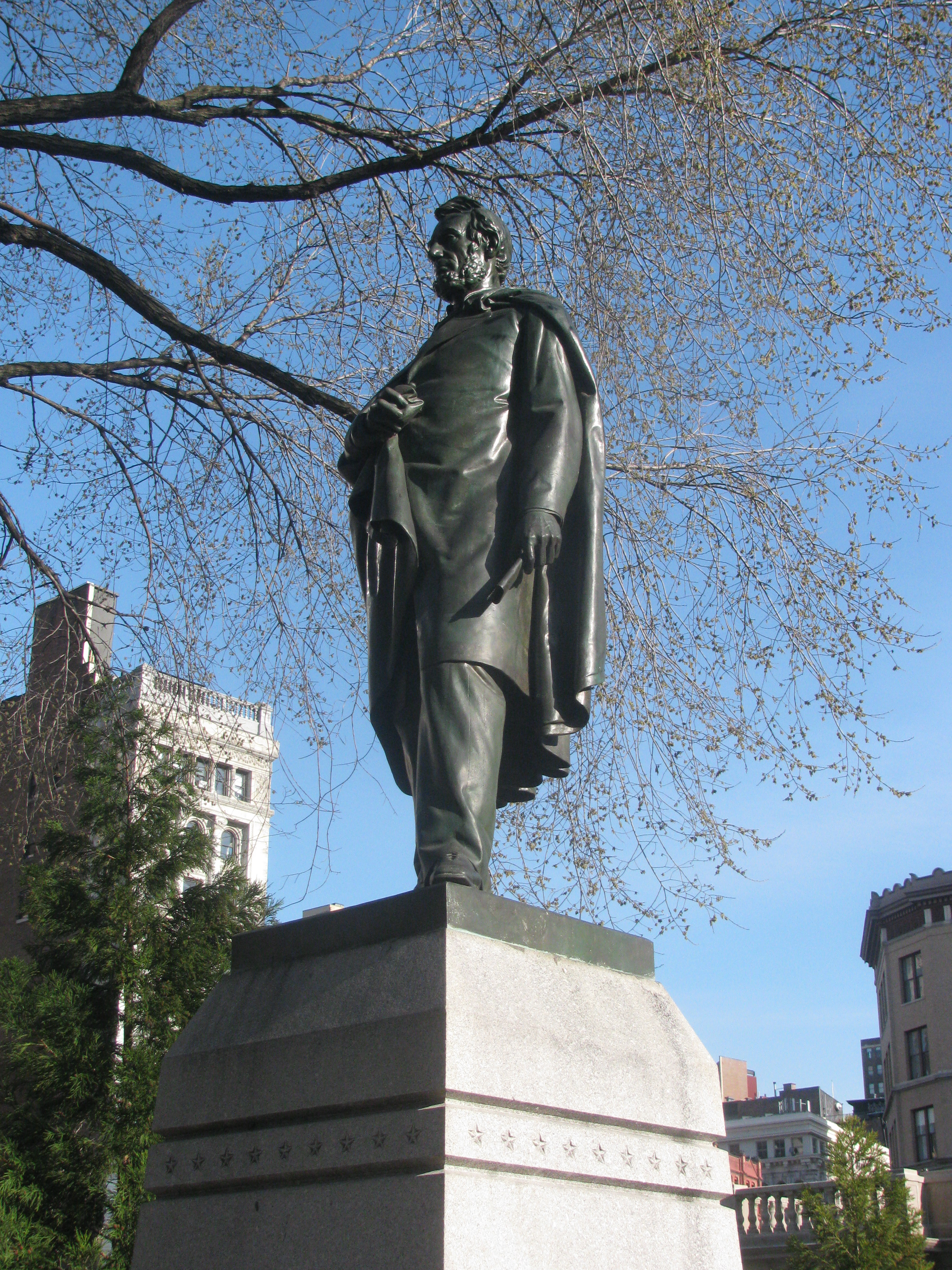
ヘンリー・カーク・ブラウン作 リンカーン像(1868)
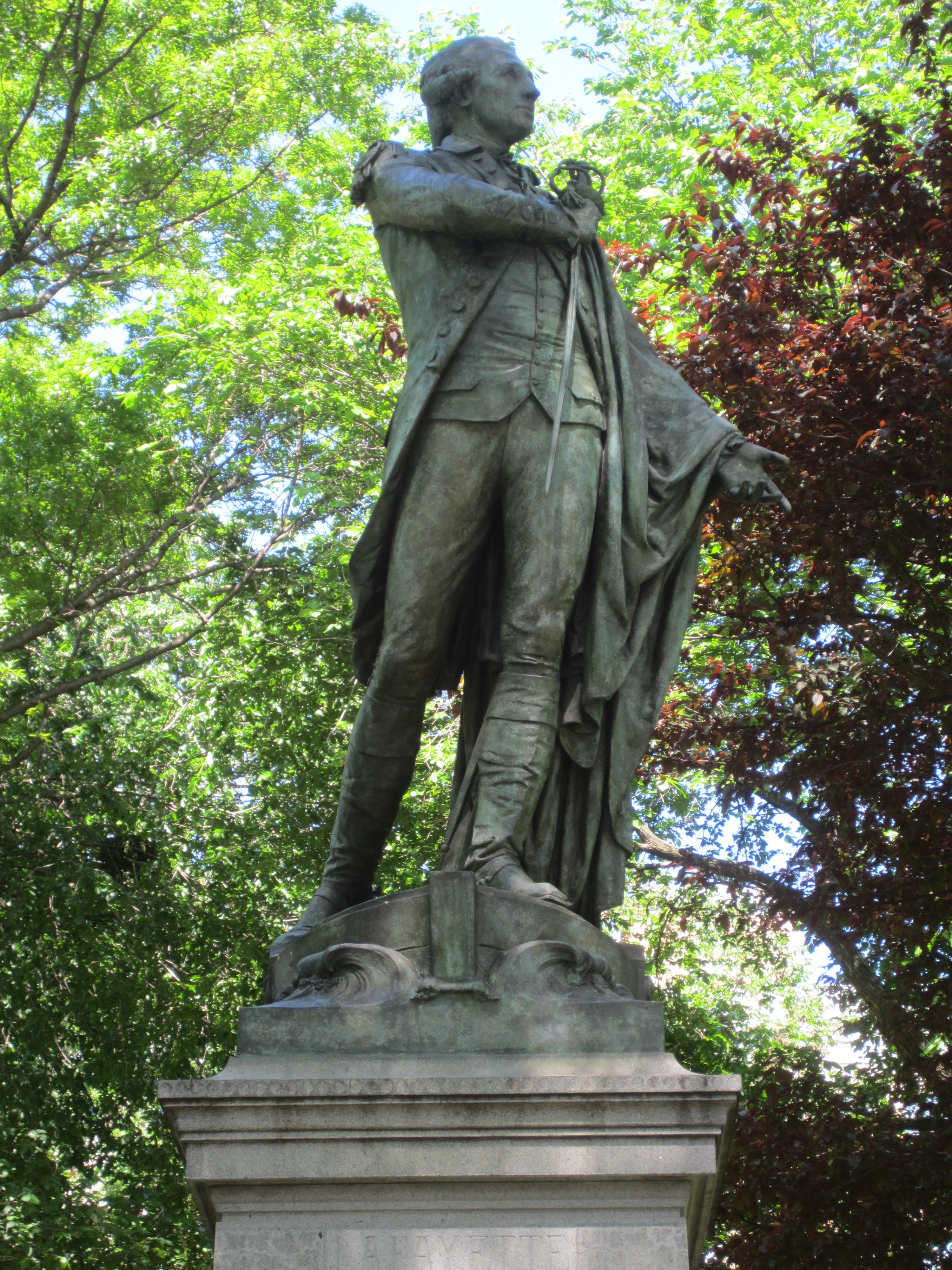
フレデリック・オーギュスト・バルトルディ作 ラファイエット像
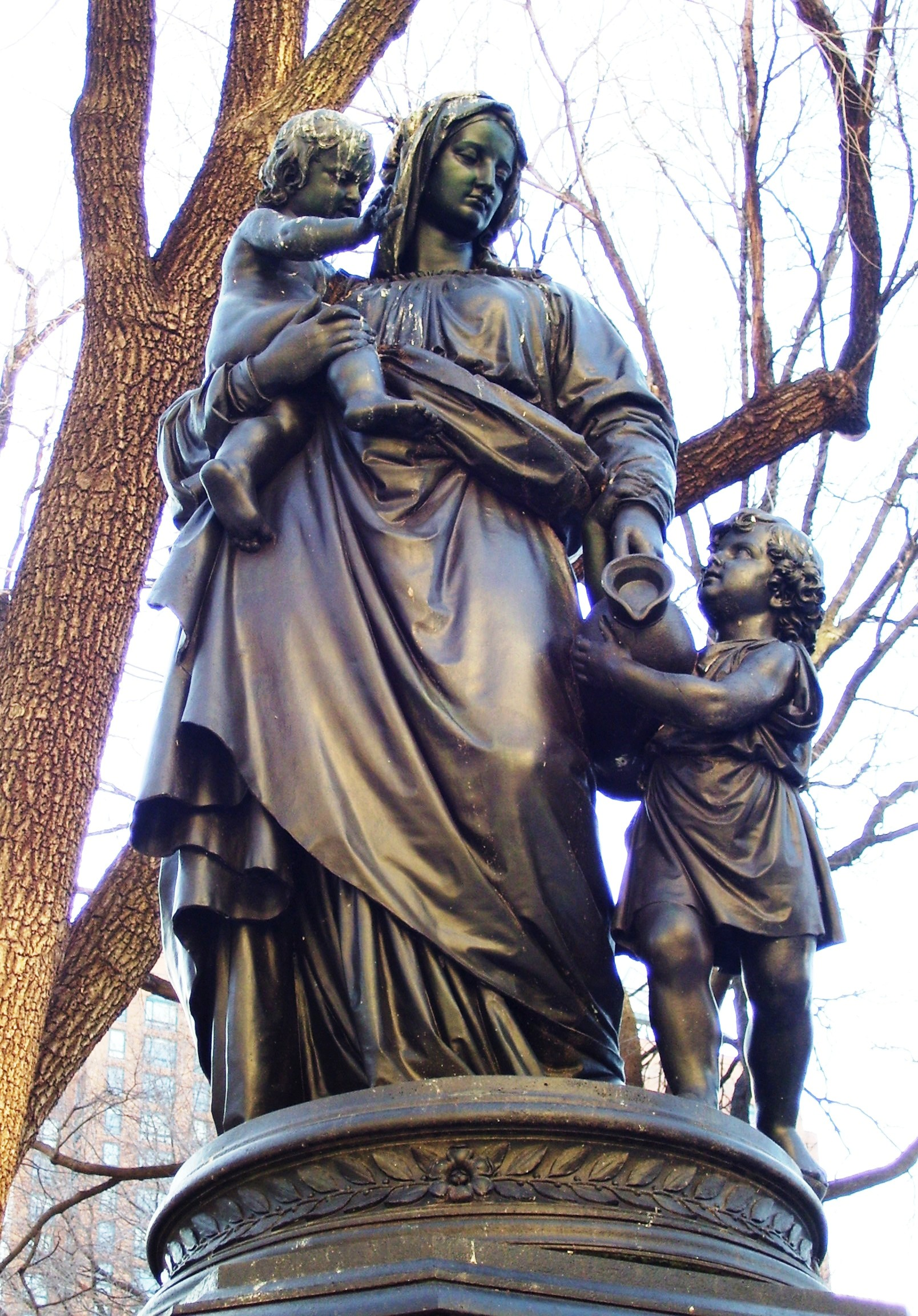
アドルフ・フォン・ドンドルフ作 水飲み場(James Fountain)の母子像